# NGC 7488
NGC 7488 é uma galáxia elíptica (E-S0) localizada na direcção da constelação de Pisces. Possui uma declinação de +00° 56' 28" e uma ascensão recta de 23 horas, 07 minutos e 48,9 segundos.
A galáxia NGC 7488 foi descoberta em 11 de Agosto de 1864 por Albert Marth.